# Domagoj Duvnjak
Domagoj Duvnjak (født 1. juni 1988 i Đakovo) er en kroatisk håndboldspiller, der spiller for THW Kiel og det kroatiske landshold. Han spiller både venstre back og playmaker.

## Håndboldkarriere

### Klubhold
Efter at have spillet for klubben RK Đakovo i sin fødeby kom Duvnjak i 2006 til den kroatiske storklub RK Zagreb. Efter tre succesrige år i denne klub blev han i 2009 solgt til HSV Hamburg for et samlet beløb på €2,5 millioner, hvilket gjorde ham til den dyreste håndboldspiller på det tidspunkt. Med denne klub var han blandt andet med til at vinde Champions League i 2013. Året efter skiftede han til THW Kiel, hvor han har været siden, som han blandt andet har været med til at gøre til tysk mester flere gange samt vinde Champions League i 2020.

### Landshold
Duvnjak var som ungdomsspiller med til at vinde VM-bronze for U/19 i 2005, inden han kom med på det kroatiske A-landshold i 2006, og her var han med til at vinde sølv ved EM 2008 i Norge, hvor holdet i finalen blev besejret af Danmark med 24-20. Ved OL samme år i Beijing blev Kroatien med Duvnjak nummer fire, og året efter var han med i truppen til VM på hjemmebane i Kroatien. Her var han også med til at vinde sølv efter finalenederlag til Frankrig. Året efter blev det endnu en sølvmedalje, denne gang ved EM efter endnu et finalenederlag til Frankrig. Efter et VM i 2011, hvor han var småskadet, og Kroatien blev nummer fem, var han tilbage igen med til at vinde medalje ved EM 2012, hvor det blev til bronze.
Ved OL 2012 i London vandt Kroatien alle sine kampe i indledende runde og kvartfinalen mod Tunesien. I semfinalen tabte holdet til sin onde ånd fra Frankrig med 22-25, hvorpå Frankrig fik guld mod Sverige, mens Kroatien med en sikker sejr over Ungarn sikrede sig bronze. Duvnjak blev øverst på listen over topscorere plus assists med 67 i turneringen. Ved VM 2013 blev det igen til kroatisk bronze, og Duvnjak var med på turneringens all-star-hold. Ved EM 2014 blev det til kroatisk fjerdeplads, og også her var Duvnjak på all-star-holdet. Ved OL 2016 i Rio de Janeiro var Duvnjak med til at blive nummer fem. Hans seneste store resultat kom ved EM 2020, hvor Kroatien vandt sølv efter finalenederlag til Spanien med 20-22. Her blev Duvnjak kåret som turneringens mest værdifulde spiller. Han var med sit fjerde OL i 2024 i Paris, hvor Kroatien ikke gik videre fra indledende runde.

## Hæder
Ud over de nævnte kåringer i forbindelse med slutrunder blev Duvnjak kåret som verdens bedste håndboldspiller i 2013. Han er to gange blevet kåret som den bedste spiller i den tyske liga, i 2013 og 2020. Han er desuden kåret som Hamburgs bedste sportsmand 2013 og tilsvarende i Kiel i 2024.